# Крістофер Альберт Сімс

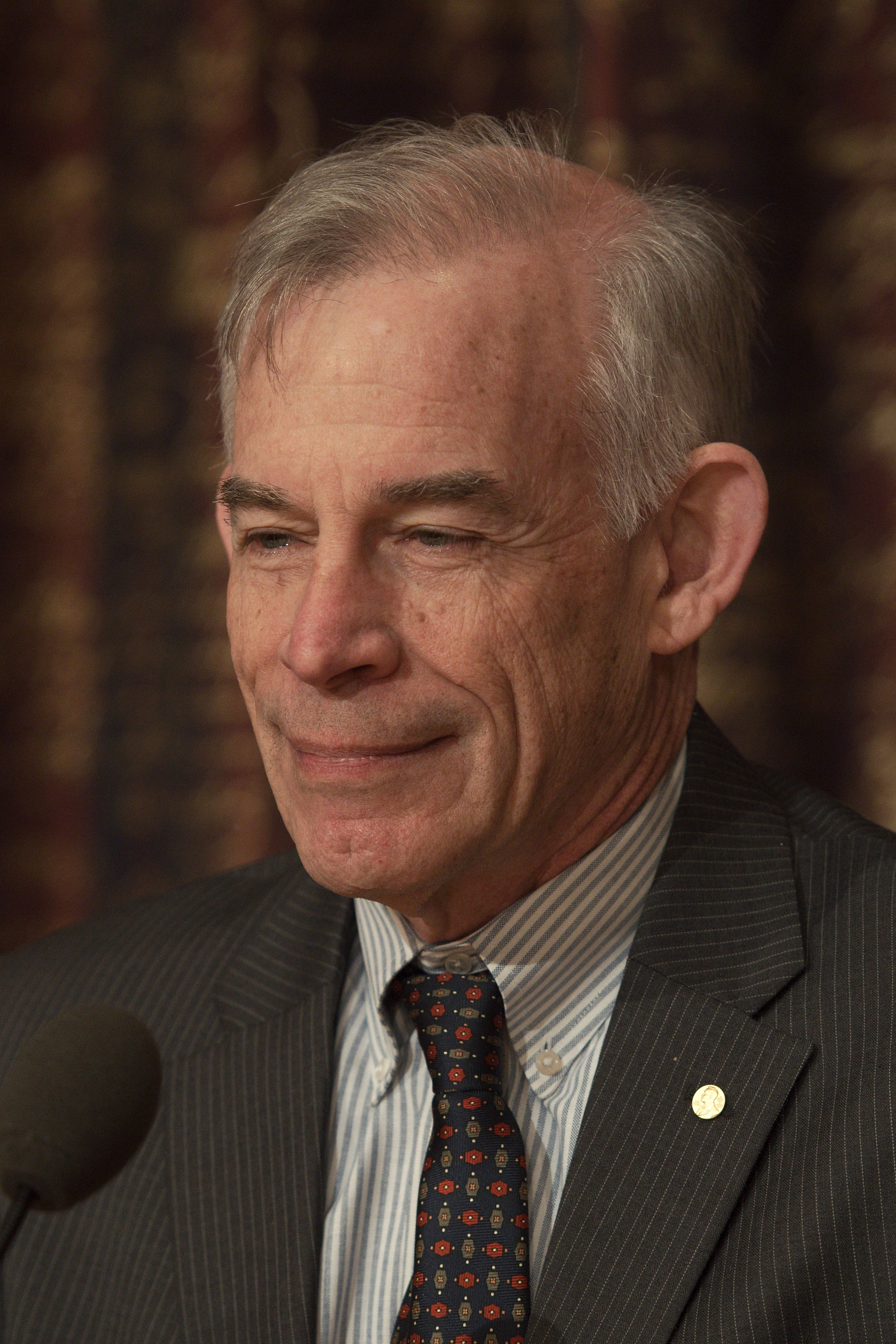

Крістофер Альберт Сімс (англ. Christopher Albert Sims; 21 листопада 1942, Вашингтон) — американський економіст, лауреат премії з економіки пам'яті Альфреда Нобеля за 2011 рік (спільно з Томасом Джоном Сарджентом «за емпіричне дослідження причинно-наслідкових зв'язків в макроекономіці».
Бакалавр (1963) і доктор філософії (1968) Гарвардського університету. Працював у Гарварді (1967-1970), Міннесотському університеті (1970-1990, професор з 1974), Єльському університеті (1990-1999) і Принстонському університеті (з 1999). Президент Економетричного товариства (1995). Президент Американської економічної асоціації.